# Donna hitbits
Donna hitbits was tussen 2003 en 2009 een radiozender van de VRT die via digitale radio en internet te beluisteren viel.
Het zond de grootste hits van vroeger en nu uit, zonder reclame of presentatoren. Om het uur was er het nieuws van Radio Donna.
Deze zender kon men beluisteren via DAB, internet-streaming of via digitale televisie.
Aangezien moederzender Donna op 5 januari 2009 plaats maakte voor het nieuwe radiostation MNM, werd ook Donna hitbits vervangen. De nieuwe digitale radiozender heet MNM Hits en blijft non-stop hits uitzenden.